# Bellville (Południowa Afryka)
Bellville – miasto w Południowej Afryce, w Prowincji Przylądkowej Zachodniej, w aglomeracji Kapsztadu, jego wschodnie przedmieście. W 2011 roku liczyło 112 507 mieszkańców.
Miejscowość założona została w 1861 roku. W 1940 roku uzyskała status town, a w 1979 roku city. Nazwa miasta pochodzi od nazwiska geodety Charlesa D. Bella.
W Bellville swoją siedzibę mają uczelnie University of the Western Cape (zał. 1960) oraz Cape Peninsula University of Technology (zał. 2005).